# Juli (socken)
Juli (kinesiska: 巨力, 巨力乡) är en socken i Kina. Den ligger i den autonoma regionen Inre Mongoliet, i den norra delen av landet, omkring 960 kilometer nordost om regionhuvudstaden Hohhot.
Genomsnittlig årsnederbörd är 645 millimeter. Den regnigaste månaden är juli, med i genomsnitt 202 mm nederbörd, och den torraste är januari, med 4 mm nederbörd.